# Wyprawa balonowa Andréego

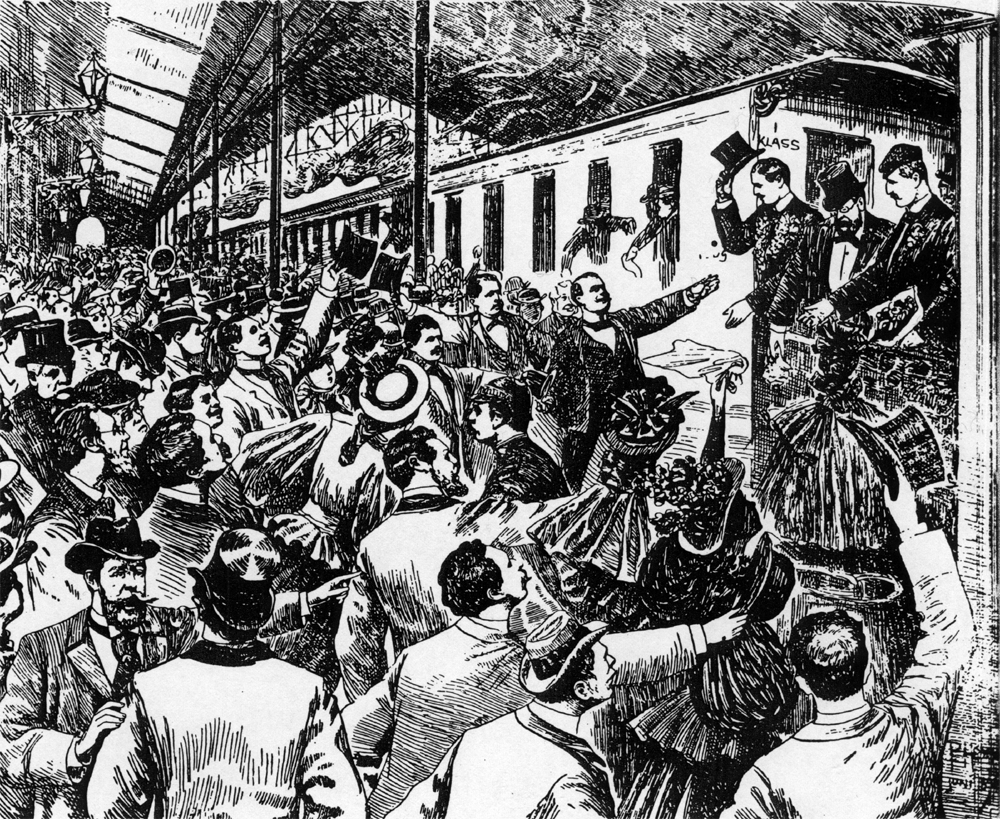
Grafika przedstawiająca odjazd ze Sztokholmu na miejsce pierwszej próby odlotu w 1896 roku

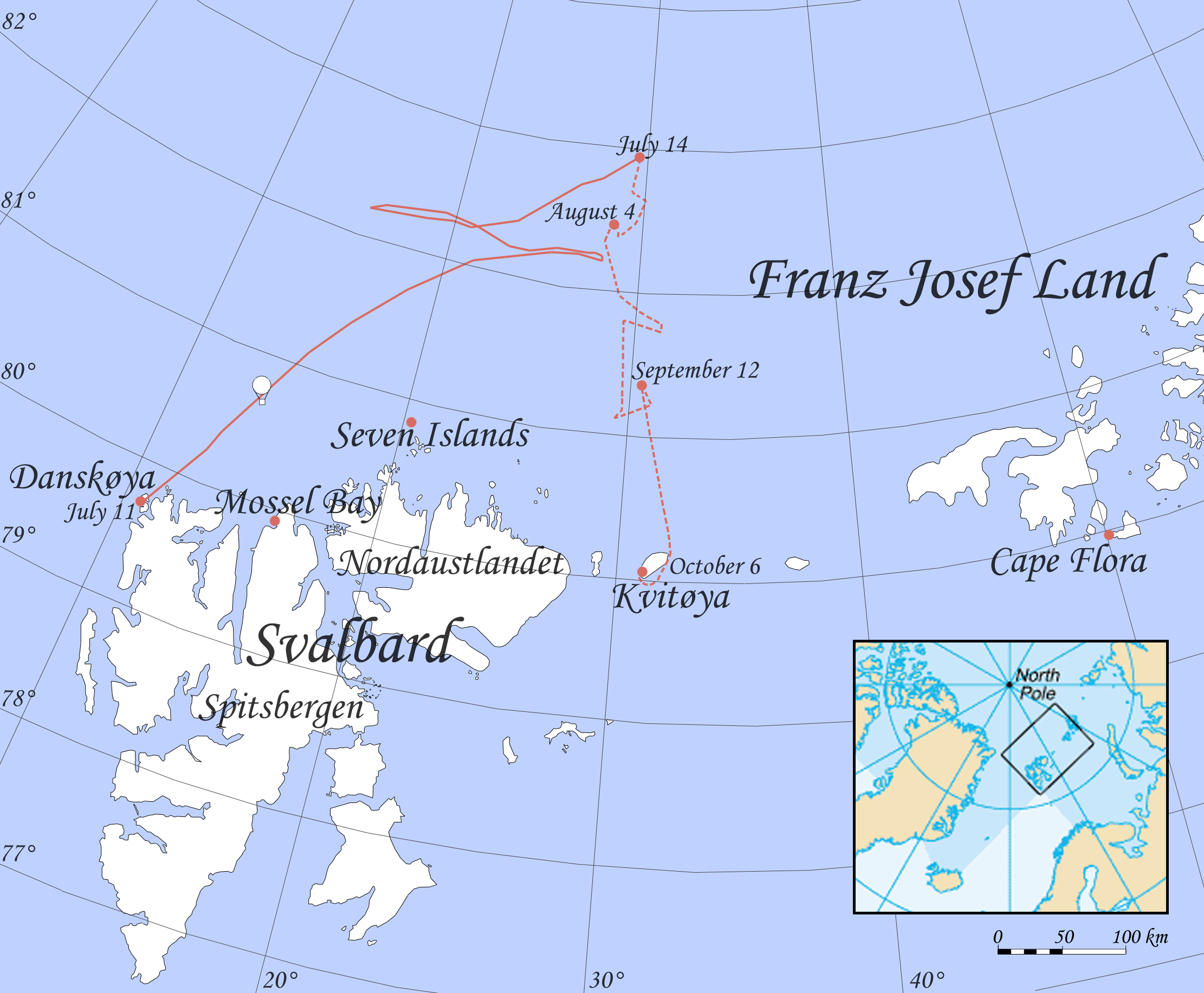
Trasa wyprawy (linia ciągła – lot; linia przerywana – przemarsz)

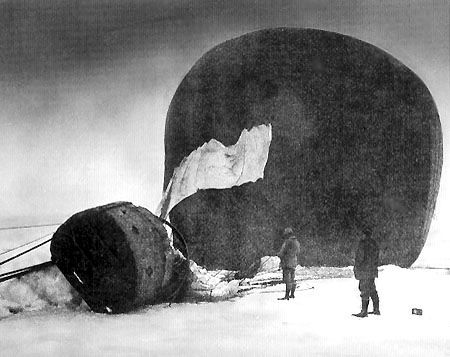
Rozbity balon (znalezione w 1930 roku zdjęcie Strindberga)

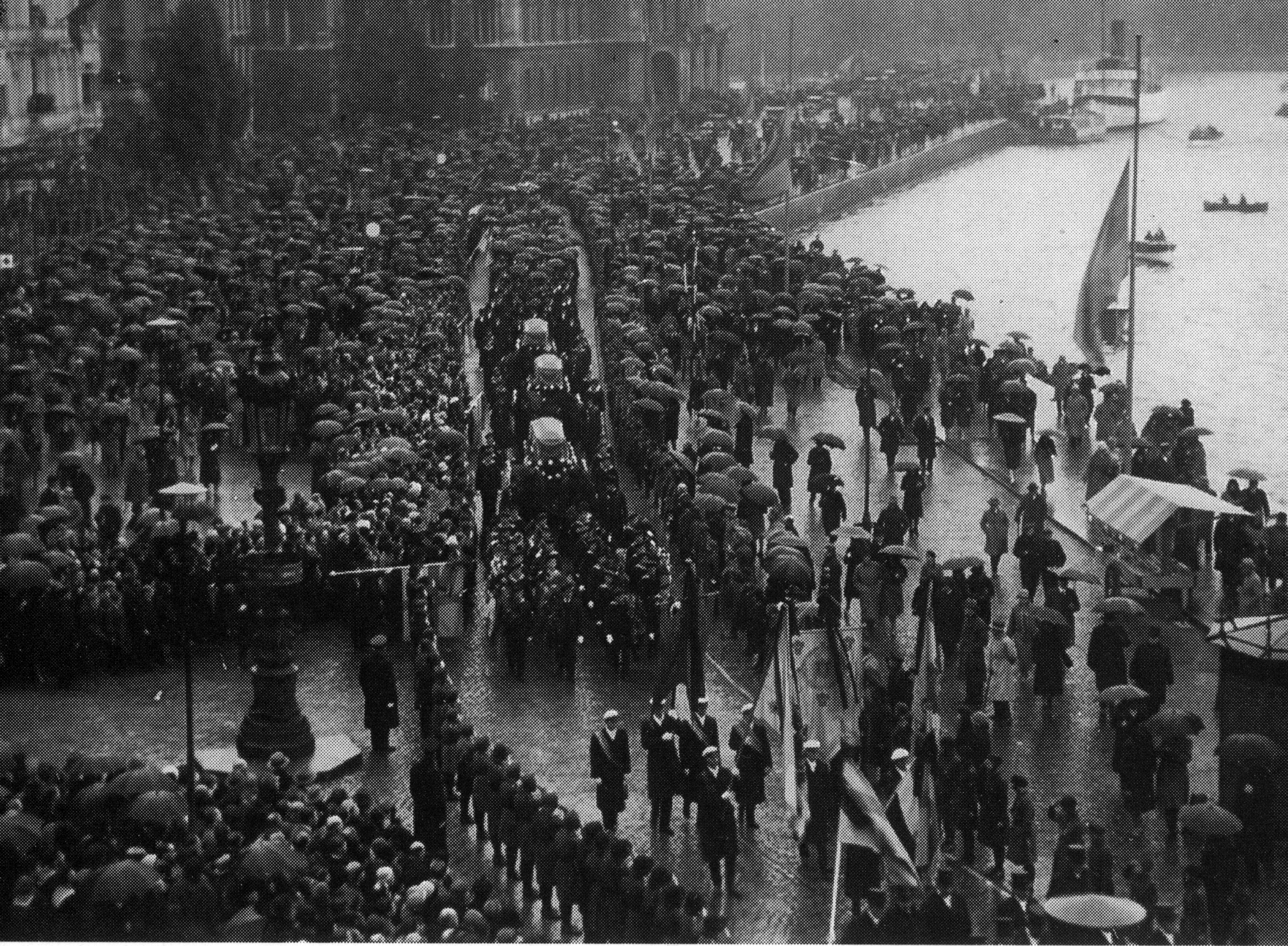
Pogrzeb polarników, Sztokholm 1930

Wyprawa balonowa Andréego – wyprawa balonowa na biegun północny zorganizowana w 1897 roku przez szwedzkiego podróżnika polarnego Salomona Augusta Andréego. Wyprawę wspierała Królewska Szwedzka Akademia Nauk, a finansowali m.in. król Szwecji Oskar II oraz Alfred Nobel. Cieszyła się w Szwecji ogromnym zainteresowaniem publicznym i była uważana za odważne i patriotyczne przedsięwzięcie.
Jako miejsce startu balonu wybrano płaskie wybrzeże w zatoce Virgohamna w północnej części wyspy Danskøya, leżącej na północno-zachodnim obrzeżu archipelagu Svalbard. Wybudowano tu specjalny hangar, umożliwiający montaż balonu i przygotowanie go do startu. Latem 1896 roku miała miejsce pierwsza próba startu balonu, nazwanego Örnen (Orzeł). Z powodu niekorzystnych wiatrów zakończyła się niepowodzeniem. Kolejna, tym razem skuteczna próba, odbyła się 11 lipca 1897 roku. Oprócz Andrée, w skład załogi wszedł także inżynier Knut Frænkel i fotograf Nils Strindberg. Po 65 godzinach lotu marznący deszcz oraz niesprzyjające wiatry (a w zasadzie ich brak) spowodowały, że załoga – znajdując się w pobliżu składu zapasów – postanowiła przerwać lot, otwierając zawory i spuszczając gaz. Balon wylądował na dryfującej krze lodowej na 82°55′07″ szerokości geograficznej północnej, w odległości 475 km od punktu startu, 800 km od bieguna północnego i 300 km od najbliższego lądu. 16 lipca (a więc już po lądowaniu balonu) załoga statku wielorybniczego złapała gołębia pocztowego, wypuszczonego 13 lipca o godz. 12.30 z pozycji 82°02′N i 15°15′E, z uspokajającą notatką zakończoną słowami: na pokładzie wszystko w porządku.
Wyprawa była dobrze przygotowana do podróży po lodzie (troje sań i łódź) i miała zapasy na trzy miesiące, trzy dodatkowe składy z zapasami w północnym Svalbardzie oraz jeden na Ziemi Franciszka Józefa.
Podróżnicy postanowili udać się na wschód, w kierunku zapasów na Ziemi Franciszka Józefa, jednak po tygodniu z powodu silnych prądów morskich musieli zmienić kierunek na północny Svalbard. Po dwóch miesiącach dotarli na Wyspę Białą. Tam zmarli, mimo że zatrzymali się w dobrze zaopatrzonym obozie. Przyczyną śmierci było prawdopodobnie spożycie mięsa niedźwiedzia polarnego zarażonego pasożytem Trichinella; taką opinię przedstawił na podstawie swoich odkryć duński naukowiec Ernst Tryde, który wyniki badań opublikował w książce pt. „De döda på Vitön” (Śmierć na Białej Wyspie), wydanej w 1952 roku.
29 czerwca 1899 roku polski marynarz, późniejszy generał, Mariusz Zaruski, dowodząc rosyjskim żaglowcem Nadieżda w czasie rejsu z Archangielska do Hammersfestu zauważył szczątki rozbitego balonu Andréego. Z powodu zmiany pogody załoga nie była w stanie dotrzeć do wraku.
Ostatni obóz wyprawy został odnaleziony dopiero 6 lipca 1930 roku na Białej Wyspie przez uczestników norweskiej wyprawy na statku Bratvaag. Ciało Andréego, którego zidentyfikowano po szczegółach ubioru, napotkano w głębi zamarzniętego strumienia. Następnie spod kamieni odkopano zwłoki Strinberga. Miesiąc później załoga specjalnie wynajętego statku Isbjørn odkryła szczątki ciała Frænkla. Znaleziono również notatniki, dzienniki pokładowe (doprowadzone do 2 października 1897), negatywy fotograficzne (które udało się wywołać) oraz łódź. Pogrzeb miał uroczysty charakter, wziął w nim udział król Gustaw V. Ciała polarników skremowano i pochowano w Sztokholmie. Nie przeprowadzono sekcji zwłok.
W oparciu o znalezione na Białej Wyspie zapiski i fotografie Szwedzkie Towarzystwo Antropologiczno-Geograficzne wydało w 1930 roku książkę o wyprawie pt. „Med Örnen mot polen” (Orłem do bieguna). Jej polskie wydanie w przekładzie J. Mikołajskiego i B. Olszewicza ukazało się pod tytułem „Tragedja wśród lodów. Pamiętnik Andréego z wyprawy do bieguna” w 1931 roku (wznowione pod tytułem „Tragedia wśród lodów” w 1957).
W 1958 roku w zatoce Virgohamna postawiono skromny pomnik z głazów z napisem Till minne av Andrée Expeditionen 1897. Szczątki hangaru i inne pozostałości po wyprawie były w tym miejscu widoczne jeszcze co najmniej w latach 60. XX wieku.